# Belmiro Ferreira Braga

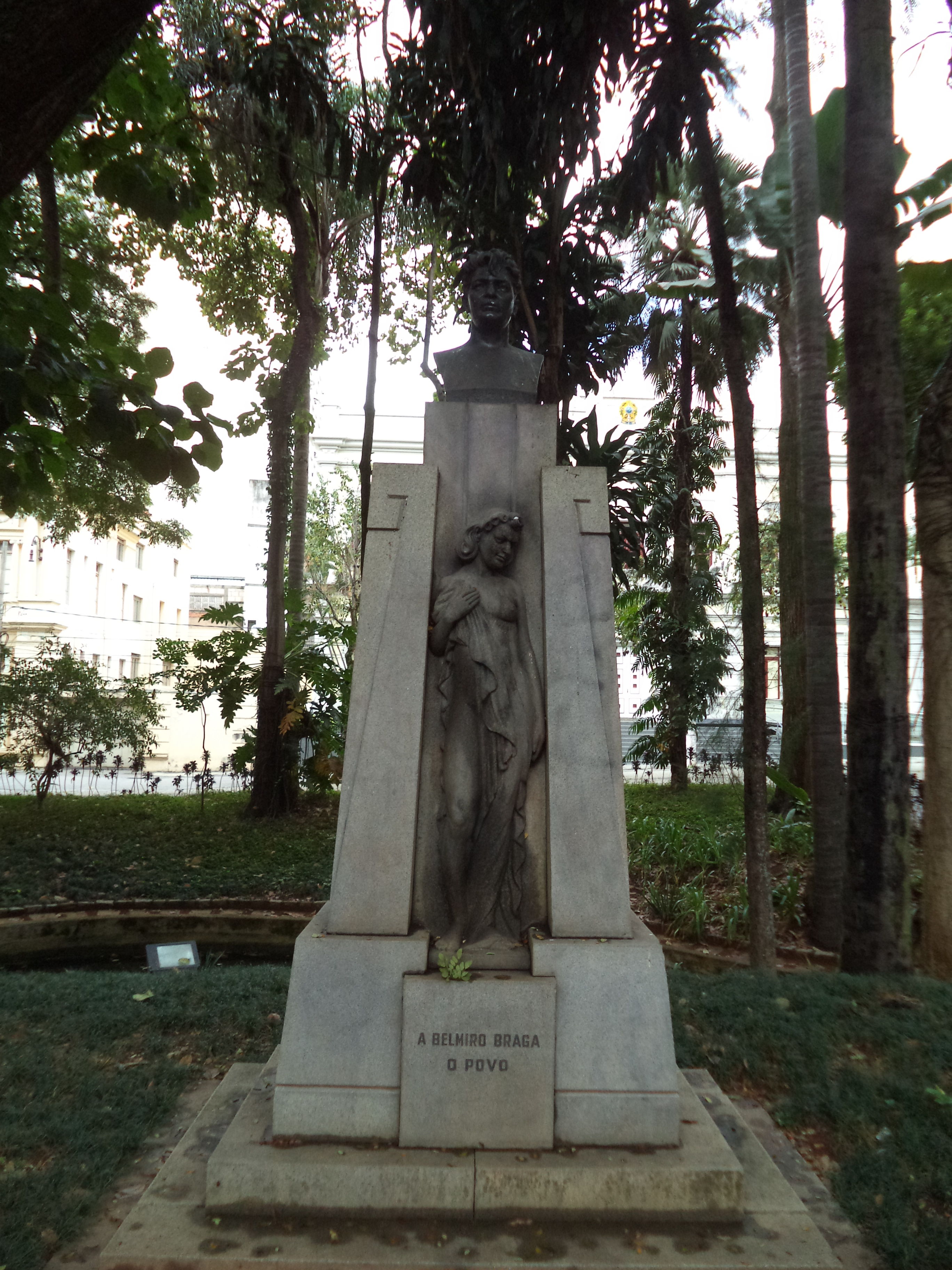
Estatua de Belmiro Ferreira Braga en Juiz de Fora.

Belmiro Ferreira Braga (Belmiro Braga, entonces llamada Vargem Grande, 7 de enero de 1872 — 31 de marzo de 1937) fue un poeta brasileño. En su homenaje, su localidad de nacimiento recibió su nombre después de ser elevado a la categoría de municipio, pasando a ser llamado Belmiro Braga.

Pela estrada da vida, subi morros desci ladeiras e afinal te digo: se entre amigos encontrei cachorros, entre cachorros encontrei-te amigo. Hoje para xingar alguém, recorro a outros nomes feios, pois entendi que elogio a quem chamo de cachorro desde que este cachorro conheci!
Belmiro Braga, poema Amigo Cachorro.